# Ptychoptera kyushuensis
Ptychoptera kyushuensis is een muggensoort uit de familie van de glansmuggen (Ptychopteridae). De wetenschappelijke naam van de soort werd voor het eerst geldig gepubliceerd in 2009  door Nakamura en Saigusa.